# Franjo Kuharić
Franjo Kuharić, hrvaški duhovnik, škof in kardinal, * 15. april 1919, Pribić, † 11. marec 2002, Zagreb.

## Življenjepis
Rojen je bil kot najmlajši od trinajstih otrok v siromašni kmečki družini v kraju Gornji Pribić v občini Krašić. Bogoslovje je študiral v Zagrebu in 15. julija 1945 prejel duhovniško posvečenje. Ostali pomembni mejniki v njegovem življenju:
15. februarja 1964 je bil imenovan za pomožnega škofa Nadškofije Zagreb in za naslovnega škofa Mete; škofovsko posvečenje je prejel 3. maja 1964.
16. junija 1970 je bil imenovan za zagrebškega nadškofa in metropolita; s tega položaja se je upokojil 5. julija 1997. Obenem je bil predsednik jugoslovanske in po razpadu Jugoslavije hrvaške škofovske konference.
2. februarja 1983 je bil povzdignjen v kardinala in imenovan za kardinal-duhovnika S. Girolamo dei Croati (degli Schiavoni).

## Smrt in spomin
Umrl je 11. marca 2002.

### Začeti postopek beatifikacije (prištetja k svetnikom)
11. marca 2012 so iz Zagrebške nadškofije sporočili, da začenjajo postopek za beatifikacijo kardinala Franja Kuharića, s čimer je pridobil naziv božji služabnik.

## Dela
- Pisma i razmatranja o katoličkom svećeništvu (1974)
- Korizmene poslanice i poruke (1985)
- Poruke sa Stepinčeva groba (1990)